# Station South Hampstead
South Hampstead is een spoorwegstation van London Overground aan de Watford DC Line in Camden. Het station ligt ongeveer 250 meter van het metrostation Swiss Cottage. De Chiltern Main Line kruist het oostelijke uiteinde van het station op een brug, tussen de tunnels aan beide zijden van de sleuf waar het station in ligt.

## Geschiedenis
South Hampstead werd in 1879 geopend als "Loudon Road station" en kreeg zijn huidige naam in 1922. De perrons van de Watford DC Line bleven intact terwijl de andere goeddeels verwijderd werden. Tijdens de elektrificatie van de West Coast Main Line (WCML) in de jaren 60 van de 20e eeuw werd het stationsgebouw uit 1879 gesloopt en vervangen door een gebouw in de stijl van het "bakstenen toilet" van de jaren 1960, tevens werd toen een nieuwe voetgangersbrug gebouwd. Sporen van de verwijderde stationsluifels en oudere loopbrug zijn te zien in het metselwerk van de keermuren aan weerszijden van de lijn.
Sir John Betjeman verwijst in zijn First and Last Loves, 1952 naar station South Hampstead.

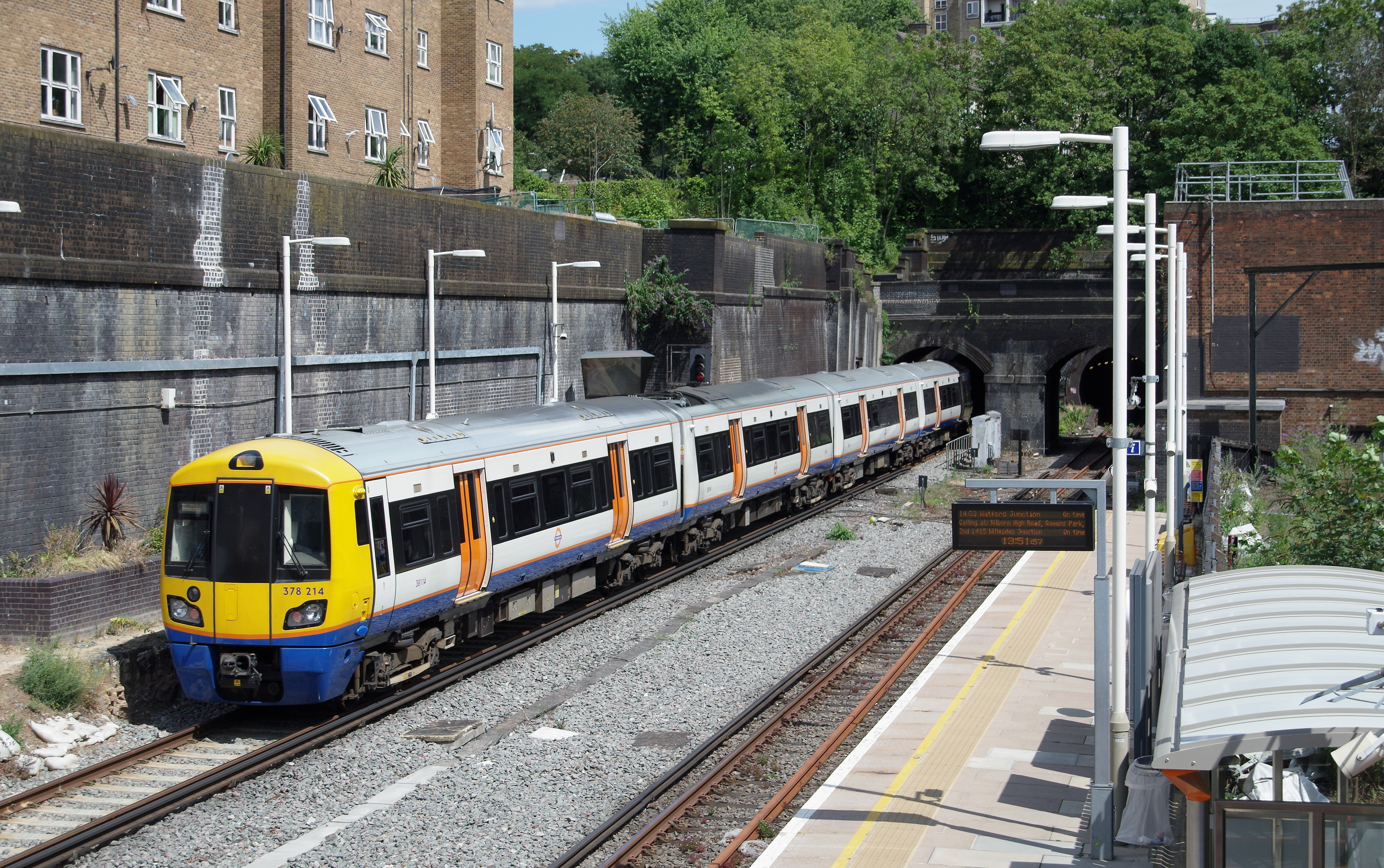
De Overground rijdt vlak na vertrekt onder de brug van de Chiltern Main Line naar de South Hampstead tunnels.
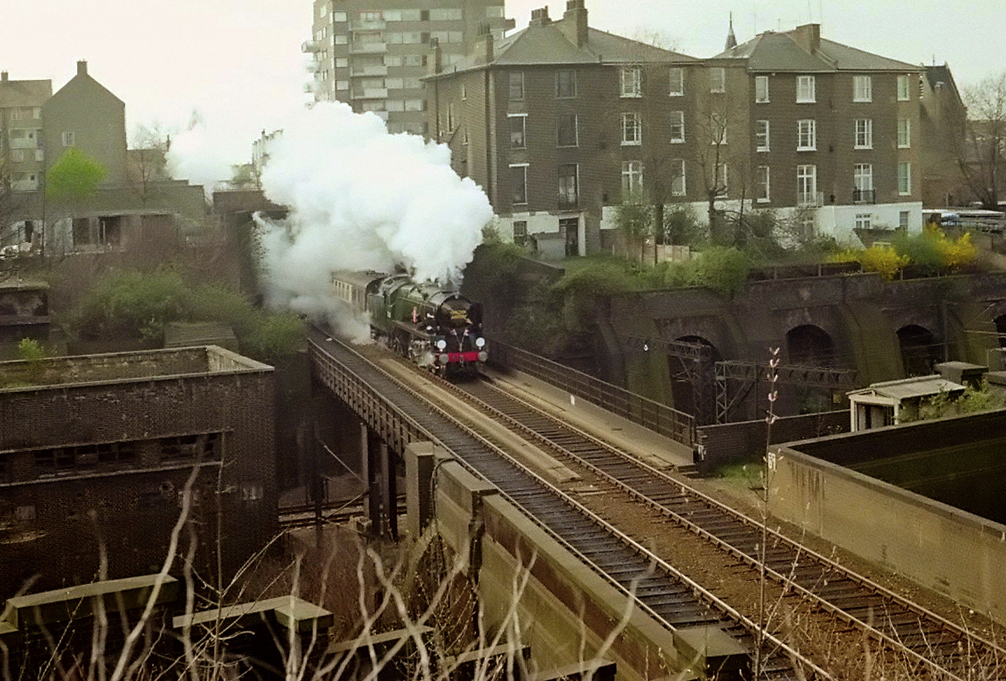
De Golden Arrow uit Marylebone op de Chiltern Main Line kruist het station.
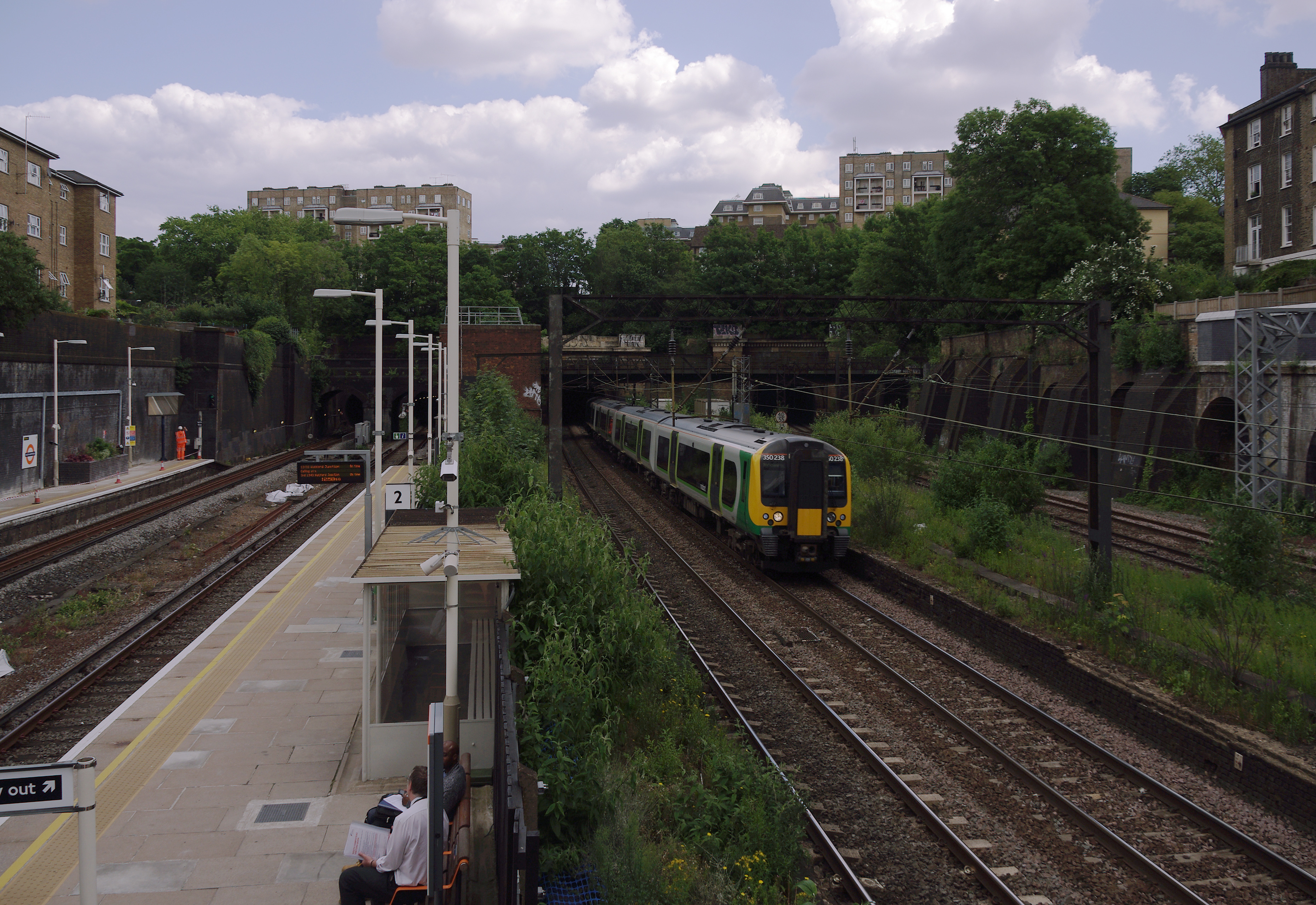
Het station gezien uit het westen, v.l.n.r. De overground, de sporen voor regionale treinen en de sporen voor sneldiensten.

## Reizigersdienst
De Overground verzorgt in de normale dienst:
- 4 treinen per uur naar London Euston
- 4 treinen per uur naar Watford Junction

De buslijnen 32, en nachtbusen N28 en N31 stoppen bij het station.
Station London Euston · South Hampstead · Kilburn High Road · Queen's Park · Kensal Green · Willesden Junction · Harlesden · Stonebridge Park · Wembley Central · North Wembley · South Kenton · Kenton · Harrow & Wealdstone · Headstone Lane · Hatch End · Carpenders Park · Bushey · Watford High Street · Watford Junction